# Неизбранные дороги
«Неизбранные дороги» (англ. The Roads Not Taken) — драматический фильм сценариста и режиссёра Салли Поттер. Картина является результатом совместного производства Великобритании, США и Швеции, а главные роли в ней исполняют Хавьер Бардем, Эль Фэннинг, Лора Линни и Сальма Хайек.
Фильм вошёл в официальную программу Берлинского кинофестиваля. Прокат картины в США начался 13 марта 2020 года. В России (из-за пандемии коронавируса) было принято решение выпустить ленту в онлайн-кинотеатрах 28 апреля.

## Сюжет
День, обещавший Лео (Хавьер Бардем) лишь рутину, становится точкой пересечения множества судеб. Богемная жизнь, непростая карьера писателя на Манхэттене, безумная любовь, рождение дочери и бегство на греческий остров, полный соблазнов. Сегодня всё это как будто происходит вновь…

## Актёрский состав
- Хавьер Бардем — Лео
- Эль Фэннинг — Молли
- Лора Линни — Рита
- Сальма Хайек — Долорес

## Производство
В декабре 2018 года было анонсировано, что Хавьер Бардем, Эль Фэннинг, Сальма Хайек и Лора Линни присоединились к касту фильма, режиссером и сценаристом которого выступит Салли Поттер. Также стало известно, что Кристофер Шеппард (Adventure Pictures) спродюсирует картину. Кроме того, в производстве будут задействованы компании BBC Films, HanWay Films, British Film Institute, Ingenious Media, Chimney Pot, Sverige AB, Adventure Pictures и Film i Väst. Дистрибуцию взяла на себя компания Bleecker Street, и в тот же месяц началась работа над фильмом.
Съемки проходили в Альмерии, (Андалусия, Испания).

## Релиз
В сентябре 2019 года было объявлено, что компания Focus Features приобрела права на прокат фильма «Неизбранные дороги» в США, где премьера состоялась 13 марта 2020 года. В российский прокат картина должна была выйти 23 апреля, но из-за 
пандемии коронавируса и закрытии кинотеатров старт был перенесен. Позже появилась информация, что лента будет выпущена 28 апреля, сразу на онлайн-платформах.
Фильм вошёл в официальную программу Берлинского кинофестиваля.
Первоначально картина должна была называться «Молли» (роль этой героини исполнила Эль Фаннинг).

## Маркетинг
Официальный оригинальный трейлер фильма был опубликован в сети 4 февраля 2020 года, его локализованная версия – 20 февраля.